# هالاپینو
هالاپینو (به اسپانیایی: jalapeño) یک فلفل تند متوسط اندازه است. میوه رسیده هالاپینو بین ۲ تا ۳ و نیم اینچ طول دارد و وقتی هنوز سبز است برداشت می‌شود، ولی گاهی می‌گذارند قرمز شود. بوته این فلفل که از مکزیک نشات می‌گیرد بین ۲ تا ۴ فوت ارتفاع دارد. آب هالاپینو دوایی برای آلرژیهای فصلی و دیگر مشکلات تنفسی است.

## فواید فلفل هالوپینو[۱]
۱- مبارزه کردن با سرطان: فلفل هالوپینو دارای ترکیب گیاهی طبیعی با نام کپسایسین می باشد که بسیار منحصربه فرد بوده و دارای فواید بسیاری برای بدن نیز می باشد.
طبق مطالعه ای که در کالج پزشکی Luohe کشور چین صورت گرفته است، کپسایسین به عنوان یک درمان طبیعی برای سرطان شناسایی شده است، چرا که این ماده تولید پروتئینی که سبب رشد تومور می گردد را متوقف می کند. در این تحقیق به طور ویژه سلول های سرطانی پستان را با استفاده از کپسایسین مورد آزمایش قرار دادند. طبق نتایجی که از این تحقیق به دست آمد، کپسایسین این توانایی را دارد که رشد تومور پستان را متوقف کند. یکی از مهم ترین یافته هایی که محققان و پژوهشگران درباره این ماده کشف کرده اند، این است که کپسایسین قادر به تقویت مسیر های سیگنالی و ژن ها و آنزیم هایی که به تومور حمله می کنند است.
۲- درمان سردرد میگرن: این امکان وجود دارد که کپسایسین موجود در فلفل های گرم، به درمان کردن میگرن کمک نماید. کپسایسین هم چنین این توانایی را نیز داراست که پپتید های درد را آزاد نماید و در زمانی که به صورت موضعی مانند ژل مورد استفاده قرار گیرد، سبب کم کردن و حتی از بین رفتن درد نوروپاتیک خواهد شد. طبق مطالعات، بیشتر از ۵۰ درصد از افرادی که در معرض سردردهای خفیف تا متوسط می باشند، با مصرف کردن این ماده کم شدن درد را گزارش داده اند. اگر کپسایسین به طور موضعی مورد مصرف قرار گیرد، این امکان وجود دارد که سبب کم کردن حساسیت پوست سر در زمان حملات میگرنی در اشخاص مبتلا به سردرد میگرن بشود.
۳- تقویت کردن بینایی: تنها ۱ عدد فلفل هالوپینو دارای ۱۷ درصد از نیاز روزانه بدن به ویتامین آ برای مردان می باشد و هم چنین برای زنان نیز ۲۲ درصد از نیاز روزانه بدن به این ویتامین را مهیا می کند. این موضوع نشان دهنده آن است که این فلفل موردی عالی جهت بهبود سلامت چشم و پوست می باشد. این فلفل همچنین دارای مواد مغذی مهم به نام لوتئین و زاکسنتین می باشد. این مواد این توانایی را دارا هستند که خود را به شبکیه رسانده و سلامت چشم را ارتقا بدهند. طبق گزارش یک انجمن آمریکایی، مصرف دوز نرمال این مواد مغذی می توانند به کم کردن خطر مبتلا شدن به دژنراسیون ماکولا ناشی از سن، که بیماری ای مزمن در چشم می باشد کمک نمایند.
۴– جلوگیری از سرماخوردگی و تقویت سیستم ایمنی بدن: ویتامین C آنتی اکسیدانی است که قادر است به کم کردن آسیب ناشی از رادیکال های آزادی که در بدن وجود دارند، کمک نماید. شهرت توانایی ویتامین C، بیشتر در جلوگیری یا کمتر کردن اثرات سرماخوردگی است. ادعای دانشمندان این است که فلفل هالوپینو حتی نسبت به پرتقال، دارای ویتامین C  بیشتری است. خوب است بدانید که یک فنجان از فلفل هالوپینو دارای ۶۶ درصد میزان مصرف توصیه شده روزانه ویتامین  C می باشد. ویتامین C  با تولید سلول های سفید خون، سبب تقویت کردن سیستم ایمنی بدن می گردد و در از بین بردن بیماری به بدن کمک می نماید.
۵- جلوگیری کردن از رشد باکتری ها: کپسایسین به علت پتانسیل ضد میکروبی، سبب جلب کردن توجه زیادی به خودش شده است.
۶- کمک به کم کردن وزن: مطابق با مطالعه ای که در در یک مجله منتشر گشت، کپسایسین موجود در فلفل با افزایش دمای هسته بدن، توانایی بالابردن متابولیسم را داراست. هم چنین این امکان نیز وجود دارد که عطر و طعم گرم هالوپینو اندکی اشتها را کم کند و سبب کمتر غذا خوردن شما شود.
سعی کردیم در این مطلب مقداری در مورد فلفل هالوپینو توضیح داده و هم چنین علاوه بر ذکر کردن تعدادی از مشخصات ظاهری و ویژگی های آن به خواص این فلفل نیز بپردازیم. اگر تندی فلفل شما را آزار می دهد می توانید همراه با غذایی که در آن فلفل به کار رفته است، لبنیات مصرف کنید، استفاده از لبنیات همراه با غذاهای تند یا فلفلی تندی آن ها را ملایم تر می کند.

## نگارخانه

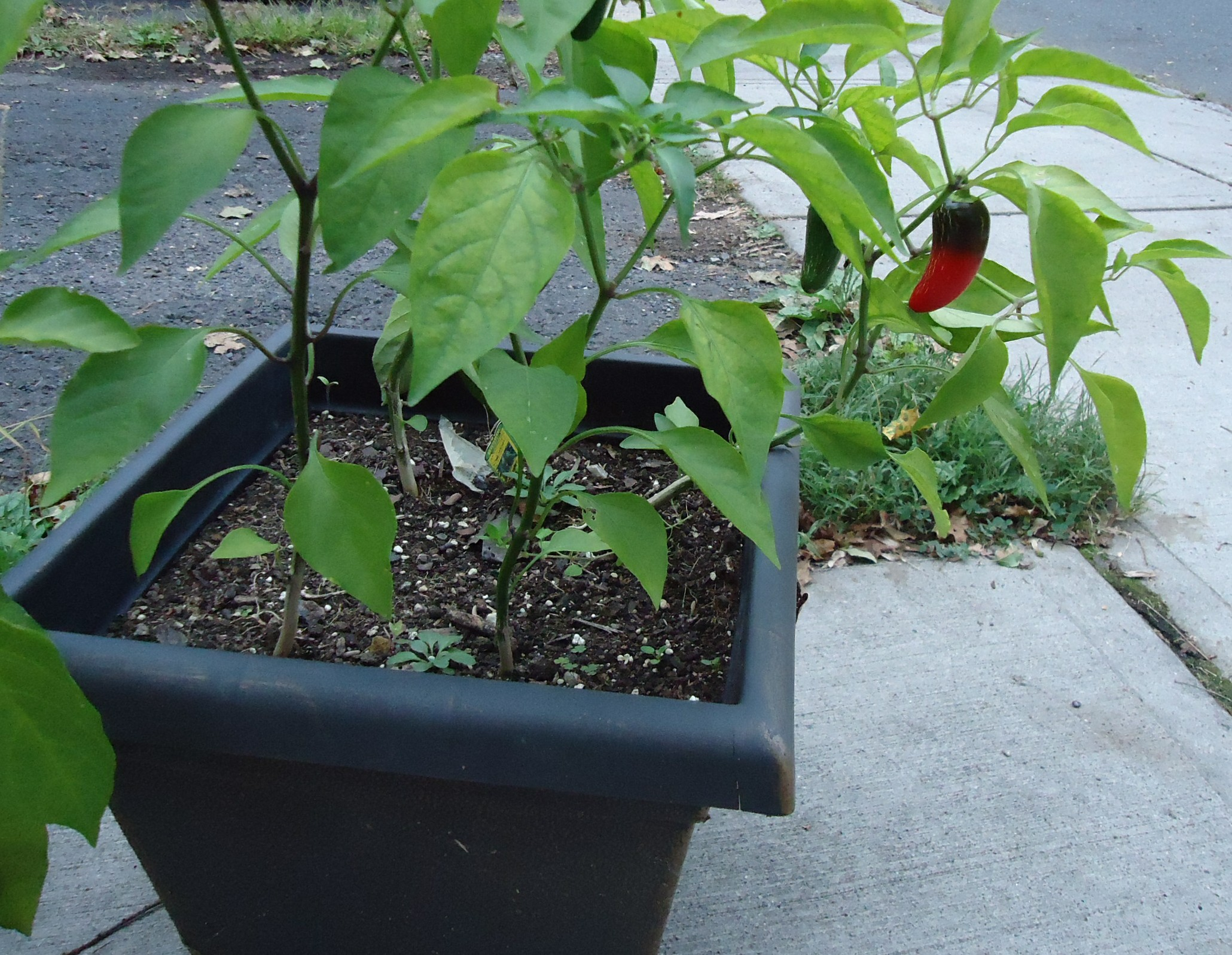
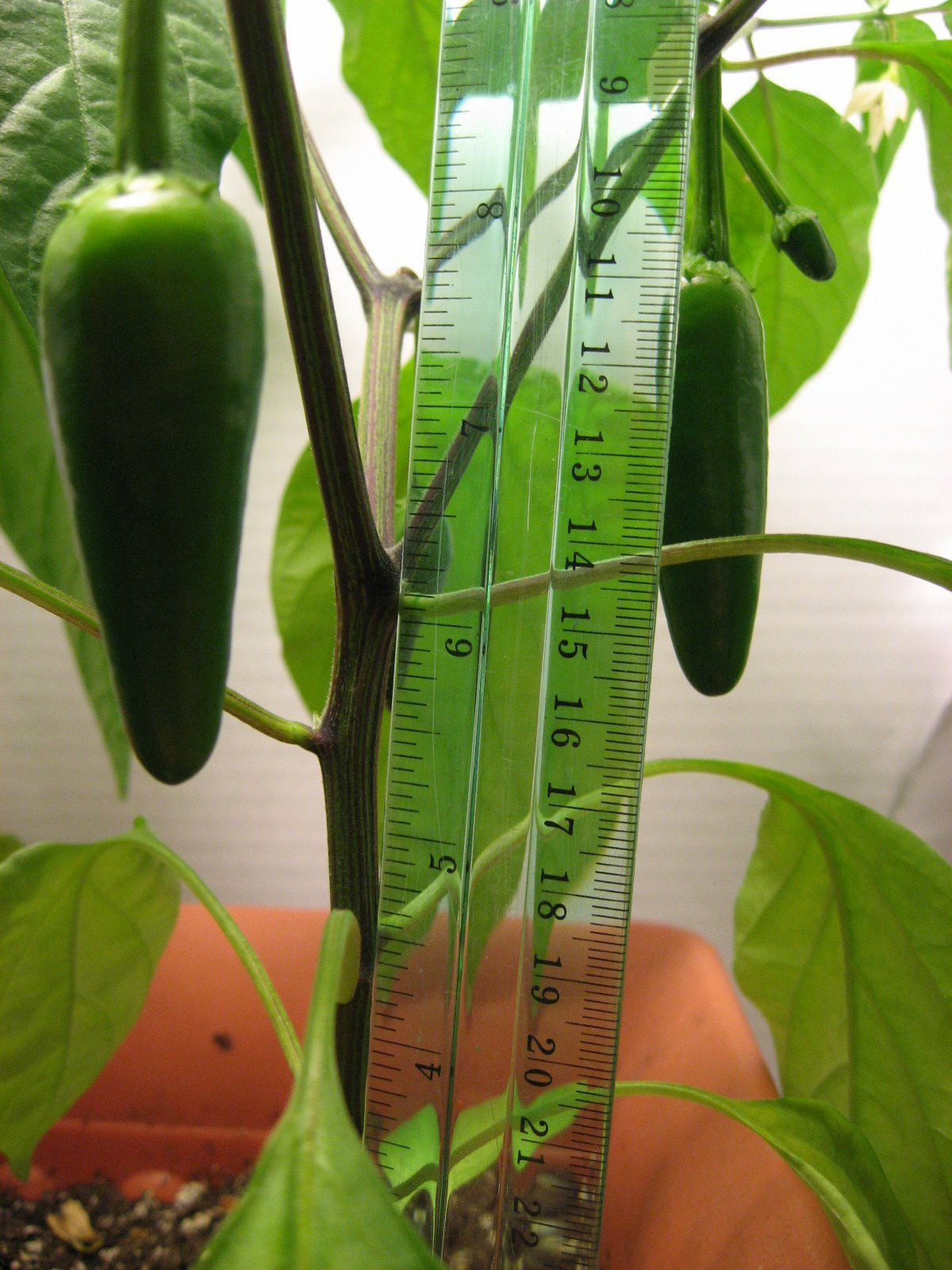
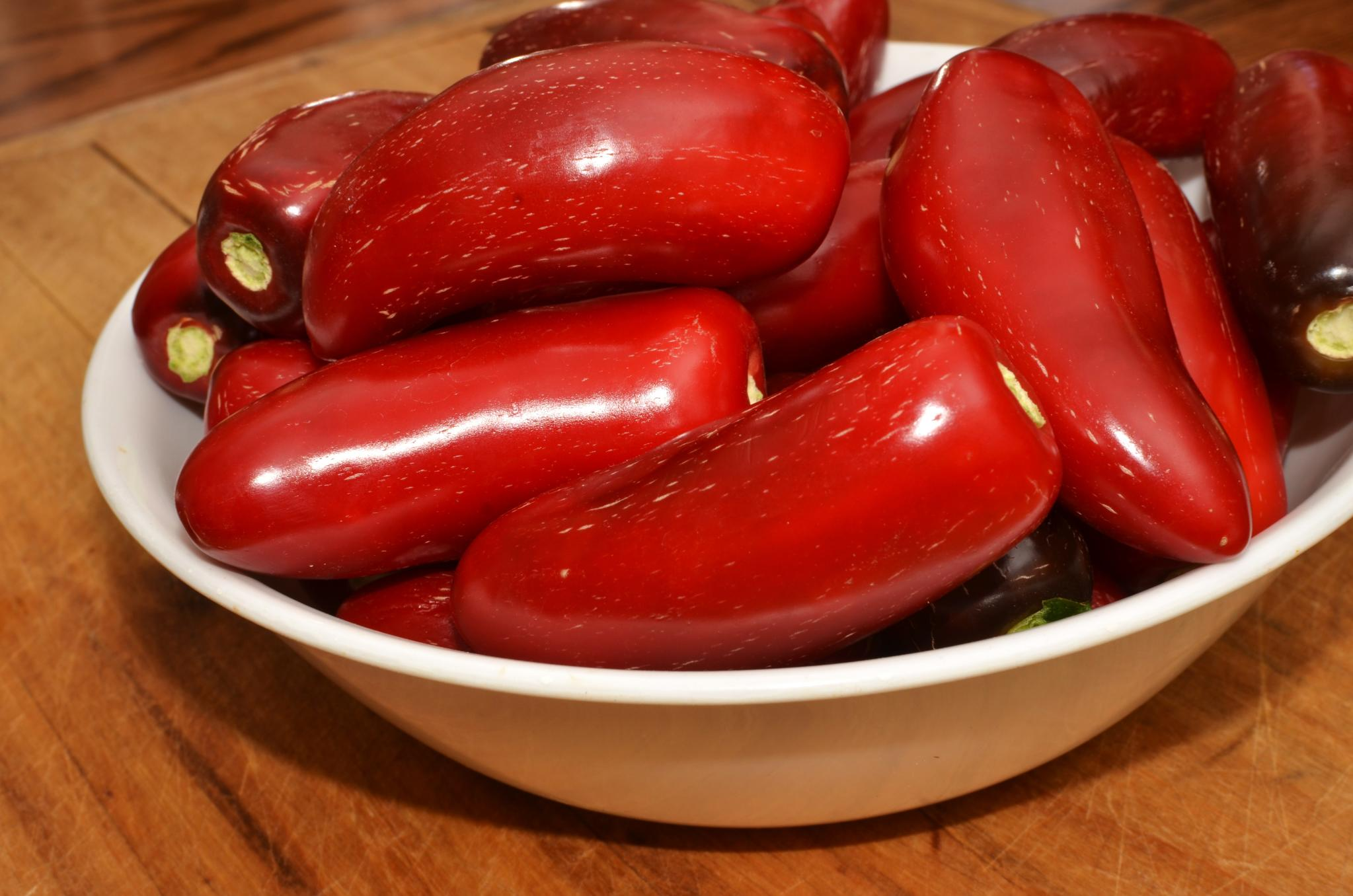
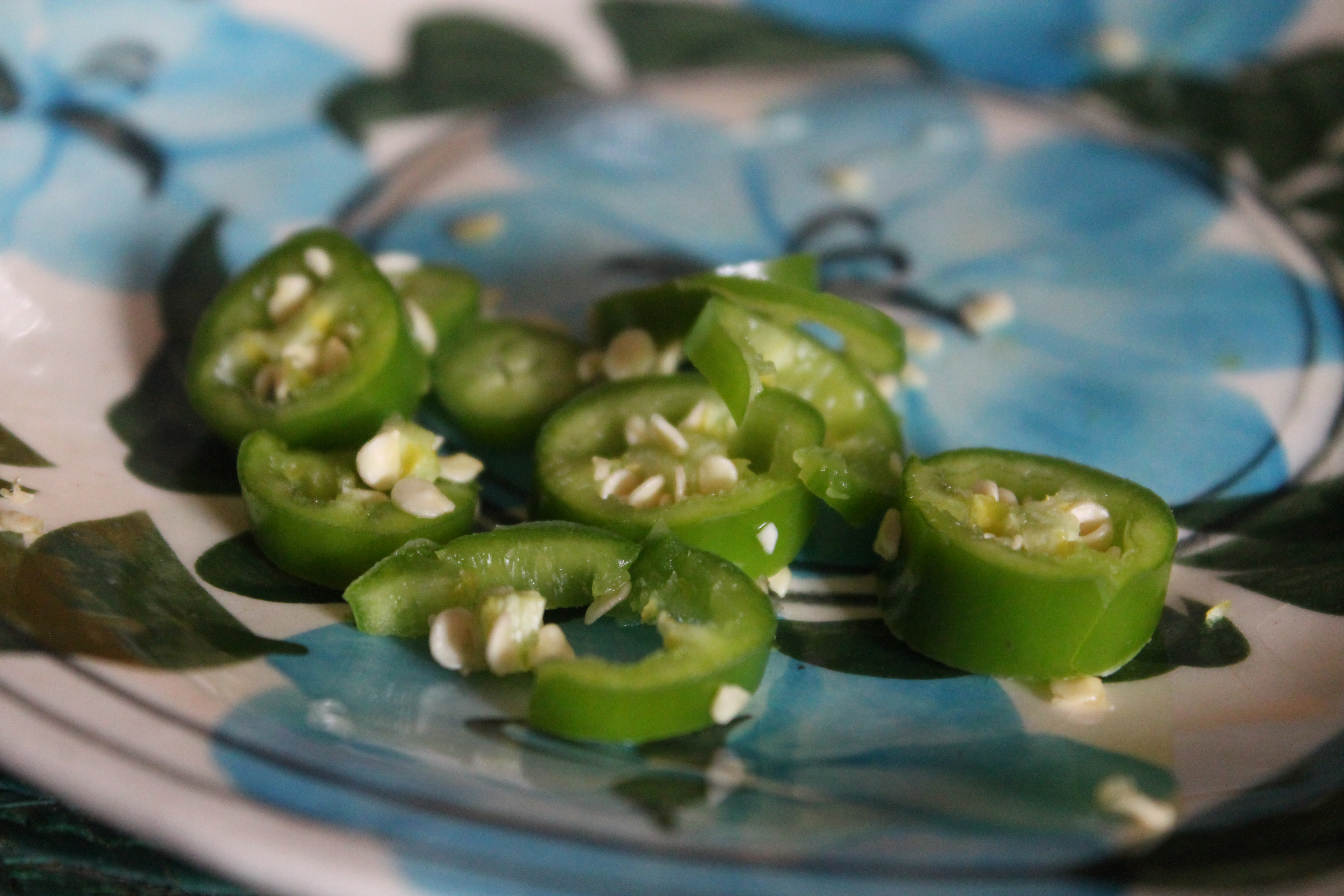

## ارزش غذایی فلفل هالوپینو
در هر ۹۰ گرم فلفل هالوپینو
| ۷۱۹ UI  | ویتامین A  |
| ۳۹.۹ mg | ویتامین C  |
| ۰.۴ mg  | ویتامین E  |
| ۸.۷ mcg | ویتامین K  |
| ۰.۵ mg  | ویتامین B6 |
| ۹ mg    | کلسیم      |
| ۰.۶ mg  | آهن        |
| ۱۷.۱ mg | منیزیم     |
| ۲۷.۹ mg | فسفر       |
| ۱۹۴ mg  | پتاسیم     |
| ۰.۹ mg  | سدیم       |
| ۰.۲ mg  | زینک       |

فلفل هالوپینو سرشار از ویتامین c می باشد  با مصرف یک عدد فلفل هالوپینو ویتامین c مورد نیاز روزانه خود را (  18%  در آقایان و ۲۳% در خانم ها ) تامین می کنید. مصرف ویتامینc باعث جلوگیری از صدمات ناشی از رادیکال های آزاد می شود. این رادیکال های آزاد باعث از بین رفتن سلول های بدن می شود.این فلفل دارای ویتامین A نیز می بشد که برای سلامت پوست و چشم بسیار مفید است.